# 趙挺
赵挺（1165年—1190年前），宋朝宗室。
宋朝第十一代（南宋第三任）皇帝宋光宗赵惇长子。李凤娘所生。赵挺为左千牛卫大将军，早夭。宋光宗即位，于绍熙元年（1190年）十二月初一，赠赵挺保宁军节度使。宋光宗只有两个儿子，次子是宋宁宗赵扩，生母都是李鳳娘。宁宗有八子全部夭折，光宗无后。光宗兄弟四人，在宁宗去世时，也全部绝嗣。所以继任宁宗的宋理宗是燕王赵德昭的后裔。